# Küytun
Küytun, även känd som Kuitun, är en stad på häradsnivå som lyder under den autonoma prefekturen Ili i Xinjiang-regionen i nordvästra Kina.